# ژاک مارکو
ژاک مارکو (فرانسوی: Jacques Marcault‎; ۷ دسامبر ۱۸۸۳ – ۱۸ ژانویهٔ ۱۹۷۹) دوچرخه‌سوار اهل فرانسه بود.